# Corades
Corades är ett släkte av fjärilar. Corades ingår i familjen praktfjärilar.

## Bildgalleri

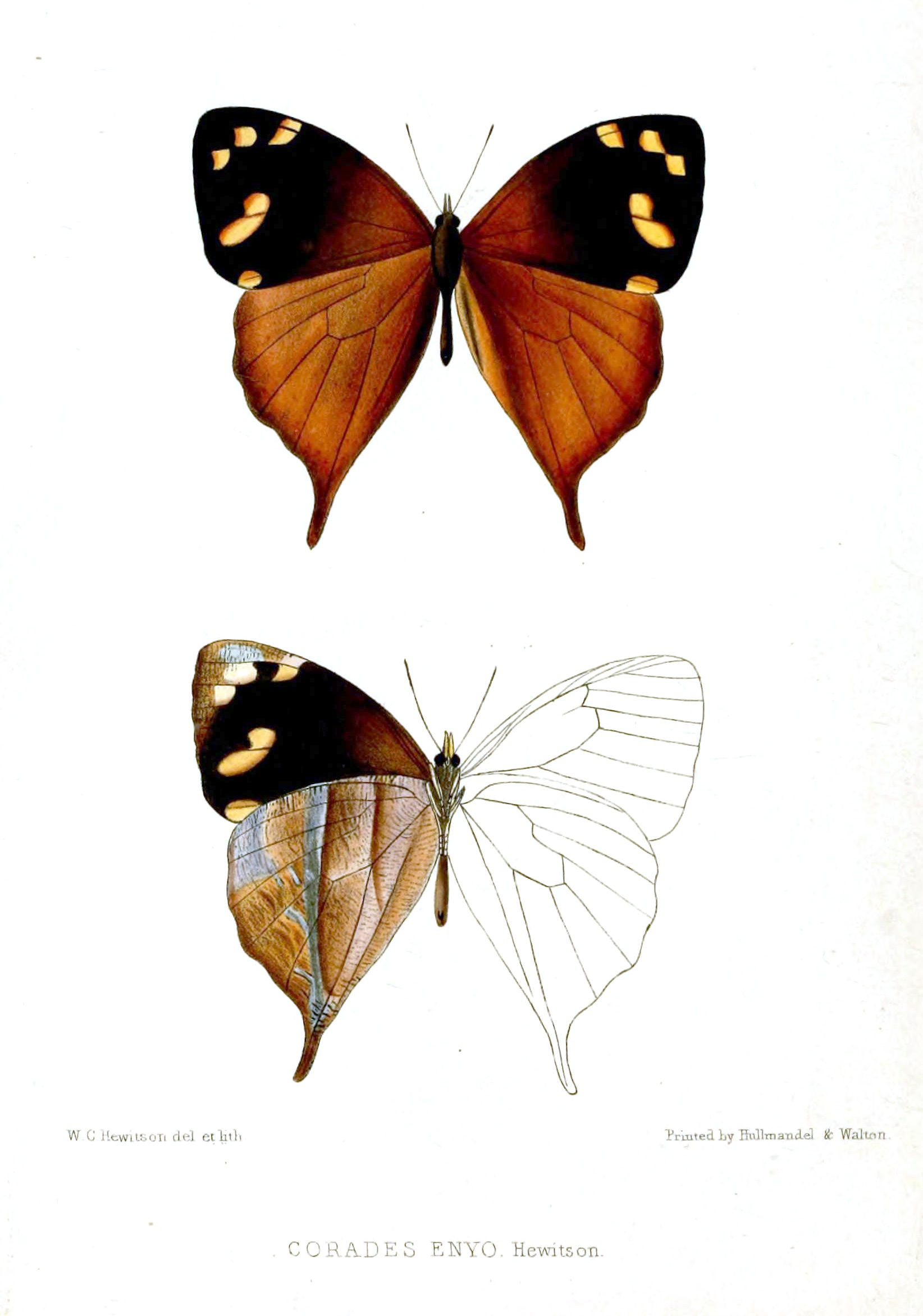

## Dottertaxa tillCorades, i alfabetisk ordning[1]
- Corades albomaculata
- Corades almo
- Corades argentata
- Corades auriga
- Corades callipolis
- Corades chelonis
- Corades chirone
- Corades cistene
- Corades columbina
- Corades cybele
- Corades domina
- Corades dymantis
- Corades enyo
- Corades fluminalis
- Corades fusciplaga
- Corades generosa
- Corades ichthya
- Corades iduna
- Corades lactefusa
- Corades laminata
- Corades marginalis
- Corades medeba
- Corades melania
- Corades pannonia
- Corades pax
- Corades peruviana
- Corades ploas
- Corades procellaria
- Corades rubeta
- Corades sareba
- Corades semiplena
- Corades tripunctata
- Corades ulema